# Sex (film)
Sex este un film dramatic american din 1920, regizat de Fred Niblo. În rolurile principale joacă actorii Louse Glaum și Irving Cummings.

## Distribuție
- Louise Galum: Adrienne Renault
- Irving Cummings: Dave Wallace
- Viola Barry: Daisy Henderson (ca Peggy Pearce)
- Myrtle Stedman: Mrs. Overman
- William Conklin: Philip Overman
- Jean Murat: Minor Role